# Tour du Viguier
La tour du Viguier est une tour poivrière du XVIIe siècle ou XVIIIe siècle située à Caudiès-de-Fenouillèdes, dans le département français des Pyrénées-Orientales.

## Description
La tour du Viguier est construite en encorbellement sur l'angle d'un édifice ancien de la ville. D'une hauteur de dix mètres, elle est bâtie en calcaire maçonné.

## Histoire
Construite entre les XVIIe et XVIIIe siècles, la tour du Viguier est sans doute le résultat de l'usage courant à cette époque pour la noblesse de se distinguer par un signe visible sur sa maison. Bien que l'on ne sache pas exactement qui en a commandé la construction, on sait néanmoins qu'un viguier royal dénommé Negre a habité cette maison, lui donnant le nom de sa fonction. Propriété privée, elle fait l’objet d’une inscription au titre des monuments historiques depuis le  16 décembre 1982 pour sa façade et sa toiture.